# Franz Kroppenstedt

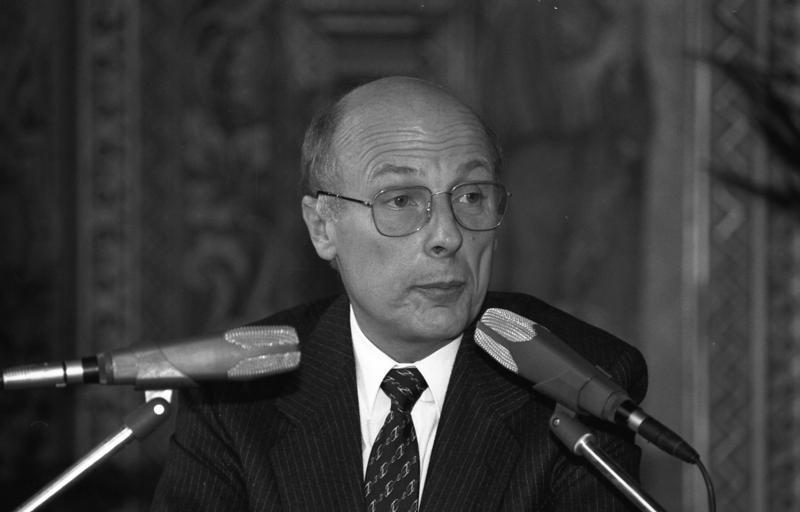
Franz Kroppenstedt bei einer Einweihung in Boppard, 1987

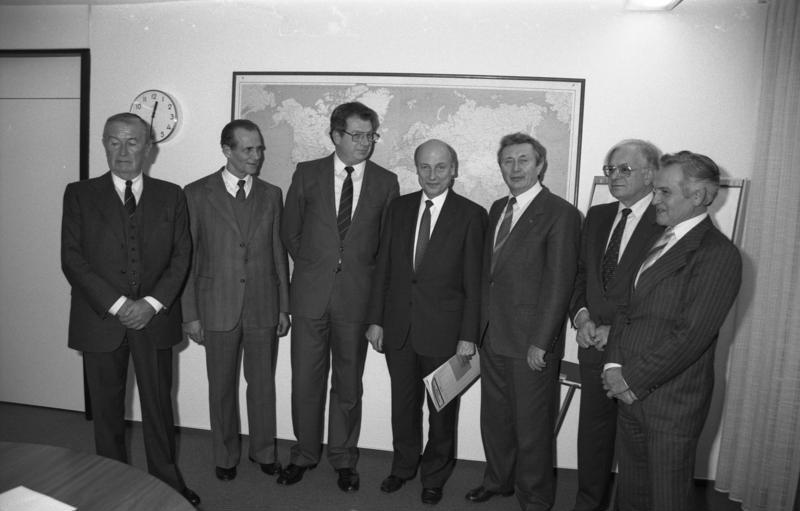
Franz Kroppenstedt (Mitte) bei einem Empfang, 1987

Franz Kroppenstedt (* 1. Mai 1931 in Marburg; † 27. September 2022) war ein deutscher Jurist und Staatssekretär.

## Leben
Franz Kroppenstedt wuchs in Biedenkopf auf, wo er das Realgymnasium besuchte, an welchem sein Vater Lehrer war. Die Familie stammte teils aus Schlesien, teils aus Niedersachsen. An der Philipps-Universität Marburg begann er im Jahr 1951 ein Studium der Rechts- und Staatswissenschaften. Seit 1951 gehörte er auch der Marburger Burschenschaft Arminia an. Zudem studierte er Volkswirtschaftslehre. 1955 legte er das Erste juristische Staatsexamen und vier Jahre später, 1959, das Zweite Staatsexamen ab.
1959 trat er in den Beamtendienst ein und arbeitete fortan beim Bundesverwaltungsgericht in Berlin. Gleichzeitig war Kroppenstedt bei der Stadt Eschwege im Werra-Meißner-Kreis beschäftigt. Seit 1962 war er beim Bundesministerium des Innern in Bonn tätig. 1967 trat er der Bonner CDU bei.
Am 1. Januar 1980 wurde Franz Kroppenstedt neuer Präsident des Statistischen Bundesamtes. In dieser Funktion war er auch Bundeswahlleiter. In seine Amtszeit fielen die Bundestagswahlen 1980 und 1983, ehe Franz Kroppenstedt im Mai des gleichen Jahres zum beamteten Staatssekretär im BMI ernannt wurde. Dieses Amt bekleidete er bis 1990.
Kroppenstedt war evangelisch und seit 1959 verheiratet; aus der Ehe stammen eine Tochter und zwei Söhne.

## Ehrungen und Auszeichnungen
- 1986: Verdienstorden der Bundesrepublik Deutschland (Verdienstkreuz 1. Klasse)
- 1992: Ehrenplakette des Bundes der Vertriebenen[3]
- Verdienstorden der Bundesrepublik Deutschland (Großes Verdienstkreuz mit Stern)